# Nyandú (grup)
Nyandú és un grup de música de la Torre d'Oristà (Lluçanès) que canta en català. El grup està encapçalat per Ferran Orriols (compositor, veu i guitarra), juntament amb Roger Orriols (bateria, percussió i cors) i Rubèn Pujol (baix i cors). Les seves cançons mesclen el pop amb música folklòrica i rock. Es presentaren a l'edició 2011 del concurs Sona9, del qual quedaren en la primera posició.

## Discografia
DISCS
- L'origen de les absències (Música Global, 2012)
- BUM! (Música Global, 2015)
- Fernando Rogelio Estévez (LAV Records, 2018)

SINGLES
- FM (LAV Records, 2019)